# 飯島秀雄
飯島 秀雄（いいじま ひでお、1943年1月1日 - ）は、日本の陸上短距離選手、元プロ野球選手・コーチ。
1964年、100メートルの日本記録を29年ぶりに更新した。1964年東京オリンピックおよび1968年メキシコシティーオリンピックでは日本代表選手となる。
メキシコシティーオリンピック後に俊足を買われ、代走専門選手として1969年にプロ野球・ロッテオリオンズに入団し、実働3年間で通算盗塁数は23を記録した。
その後は指導者・審判員・スターターとして陸上界に復帰した。

## 来歴・人物

### 陸上選手時代まで
茨城県水戸市出身。父は郵便局員で、7人きょうだいの三男だった。父は町内運動会で俊足を披露しており、少年時代の飯島も運動会では負け知らずだった。
水戸市立緑岡中学校時代は野球部（守備位置は中堅手）だったが、3年生のときに足の速さを評価され、中学放送陸上大会の100メートルに出場して2位となる。負けた悔しさや父からの勧め（「県下で一位になってみろ」）もあり、茨城県立水戸農業高等学校に進学後は陸上競技の短距離走に転じた。ただし同校には長く在籍せず、1年生の時に早々と目黒高等学校（現・目黒学院高等学校）に移った。
高校1年（1960年）の夏に、関東地方の高校生選手を集めた強化合宿（埼玉県川口市）に参加する。このとき日本陸上競技連盟コーチとして視察に訪れた吉岡隆徳は、飯島のスタートの素晴らしさに感銘を受け、以後学休期に指導をおこなうようになる。1年生秋の第15回国民体育大会（熊本県）で10秒6を出してその年の日本選手トップとなり、2年生に進級した1961年4月にオリンピック強化選手に選ばれた。この年は調子は今ひとつだったが、3年生の1962年にはアジア競技大会最終予選で自己記録を更新する10秒5（当時高校日本タイ記録）をマークした。
1963年に早稲田大学に進学する。進学後は早稲田大学競走部に所属した。しかし、練習は吉岡のメニューに従い、週末は立川市にあった（吉岡が所属する）リッカーミシンの練習場に通っていた。飯島は吉岡宅に近い下宿に住み、日常でも記録向上のために吉岡から生活習慣を指導された。進学した年は虫垂炎（盲腸）や肉離れといったアクシデントに見舞われ、目立った大会には出られなかった。吉岡からはスタートダッシュを伝授され、同じく吉岡に指導を受けた依田郁子とともに「ロケット・スタート」と呼ばれるようになる。
1964年4月5日、立川市営陸上競技場で開かれた三陸上競技部（中央大学・日本大学・リッカーミシン）に特別参加として出場し、10秒3の日本タイ記録を吉岡以来29年ぶりに達成した。6月にオリンピック候補選手のヨーロッパ遠征に参加して、6月14日に西ベルリンの国際陸上競技会の100メートルで10秒1を記録し、吉岡の持つ日本記録（10秒3）を29年ぶりに更新した。地元の西ドイツの新聞では、走路の距離が実際には100メートル20センチあったと報じられ、保阪正康はもしこれが事実で仮に距離が正確ならば世界タイ記録の10秒0だった可能性もあると記している。
しかし同年の東京オリンピックでは、第一次予選で10秒3を出しながら、第二次予選、準決勝とタイムを落とし、準決勝（10秒7で7着）で敗退した。400メートルリレーでは第1走を務めたが、こちらも二次予選（準決勝）で敗退している。
「飯島は大きな大会に弱い」という声も出たが、1965年夏季ユニバーシアード（ブダペスト、8月）の100メートルでは、東京オリンピック銅メダルのハリー・ジェローム（カナダ）らを破って優勝を遂げ、1968年メキシコシティーオリンピックに向けて再び有力選手と目された。1966年6月から7月にかけてのヨーロッパ遠征では、西ベルリンとオデッサの2か所で10秒1の日本タイ記録をマークした。
1967年3月に早稲田大学を卒業すると茨城県体育協会に就職した。就職後も1967年5月時点では勤務は月の半分で、残りは国分寺市の吉岡宅近くに下宿して、指導を受けていた。
しかし、1967年6月のヨーロッパ遠征の際にヘルシンキの世界陸上競技大会で左足に肉離れを起こして負傷した。大腿二頭筋にしこりが残って手術する方がよいという判断から、飯島は吉岡と相談して、地元（東京）開催の1967年夏季ユニバーシアード参加を見送る。横浜市立大学附属病院に入院して9月に手術を受けた。症状は重くなく、11月2日に練習を再開した。一方この関連で、オリンピックの候補・強化選手からははずされた。
1968年5月の全日本実業団対抗陸上競技選手権大会の100メートルには10秒3で優勝し、復調をうかがわせた。6月に全米陸上競技選手権大会に参加するため、吉岡とともにアメリカ合衆国に遠征する。全米選手権100メートルでは準決勝に10秒2で敗退する一方、同じ組のチャールズ・エドワード・グリーン、別の組のジム・ハインズとロニー・レイ・スミスの3人が9秒9を記録し、「10秒突破」を一気に実現した。飯島はグリーンの走りに呆然として「黒人の後半の強さにはただあきれるばかり、たまげた強さだ」とコメントした。そしてこのアメリカ遠征で吉岡との「亀裂は決定的になった」とされ、帰国後しばらくしてからは飯島が吉岡のもとに顔を見せることはなくなった。
7月の日本陸上競技選手権大会（1968年メキシコシティーオリンピック代表選考会）100メートルでは、日本大学の神野正英に敗れる（10秒7、神野は10秒5）。しかし過去の実績から飯島が代表に選ばれた。
メキシコシティーオリンピック100メートルは一次予選は10秒2で通過したが、準決勝ではスタートから60メートル付近まで先頭だったものの、そこから他の選手に抜かれて最下位（10秒3）となり、東京オリンピックに続いて決勝には進めなかった。この時期の飯島は、「ロケット・スタート」を見せながら、50 - 70メートル付近で肩の筋肉が硬直し、ストライドが広がり、体が上に跳ぶような状態に陥り、失速するケースが多く見られた。この理由として本人は、この頃トラックが土からタータントラック（ゴム製の全天候トラック）に変わり、その反発力の違いに体が対応できなかったためと述べている。
なお、メキシコシティーオリンピックの準決勝でマークされた上記の記録は電気計時で10秒34であったが、公認されなかった。これは当時、公式タイムが手動計時によるものが有効とされており、現在のような電気計時による記録が国際陸上競技連盟によって公認されたのが1975年からだったためである。国際陸連は1977年に400メートル以下の短距離走の記録を100分の1秒単位と定めた際に、電気計時が参考使用されたメキシコシティーオリンピックまでの記録を遡って公認したが、日本陸連はこの措置を適用せず、その後も未公認のままであった。

### 野球選手として
オリンピックの後は「足を生かした仕事をしたい」と考えていたところ、知人から大沢伸夫（当時國學院大學硬式野球部監督）に話が行き、そこから大沢伸夫の実弟で東京オリオンズ（1969年よりロッテオリオンズ）コーチだった大沢啓二を介して永田雅一オーナーに話がつながる。元々は走塁コーチでという話であったが、飯島の知らぬうちに選手契約となっていた。その結果、永田の肝煎りで1968年のドラフト9位でオリオンズに指名され入団する。背番号は当時年間盗塁数の日本記録だった85を上回るようにとの期待を込めて88に決定した。俊足に活躍を期待される一方で、全くの畑違いの野球への転向に冷ややかな声も少なくなかったという。
ロッテ入団に関して、河野謙三（日本陸上競技連盟会長）や青木半治（同理事長）は、陸上指導者への期待や1972年ミュンヘンオリンピック代表への可能性からプロ野球入りに難色を示しながらも、当人の意思なら仕方がないといった反応だった。一方、早大の外の人間である吉岡の指導を受けたことで、早大卒業時にOBが就職の世話をしなかったことに遠因があるとする早大競走部後輩の証言もある。また、飯島の後援会長だった茨城陸上競技連盟会長は「陸上関係者が飯島を親身になって面倒を見なかったことがこういう結果を招いたといえるでしょう」と述べている。2017年の取材で飯島は、当時陸上の指導者にならなかった理由を「自分の走法は土のトラック専用で、メキシコ五輪から導入された合成ゴムのトラックには合わないから」と説明した。
球団は飯島の足に5000万円の傷害保険をかけた。飯島には1万8000円の特製スパイク（カンガルーの皮革を使用）が支給され、開幕前には大沢啓二がつききりで指導した。1969年のオープン戦では10試合目で初めて盗塁に成功した（それまでに盗塁刺を4回経験している）。
当時のロッテは客の不入りに苦しんでいたが、「世界初の代走専門選手」である飯島のデビュー戦には通常の4倍の観客が訪れた。開幕2日目となる対南海ホークス戦の9回裏、安打で一塁に出た山崎裕之の代走で出場。この時の南海の捕手は野村克也であったが、飯島は投球がキャッチャーミットに収まってからスタートし盗塁を成功させた。この試合で初盗塁を決めたことで飯島の人気は決定的になり、ロッテの本拠地・東京スタジアムの集客は前年比の倍になった。しかし、1971年までの3年間で117回代走起用され、通算盗塁成功23、盗塁死17、牽制死5、得点は46という成績に終わった（盗塁の内訳は二盗17・三盗4・本盗2）。読売ジャイアンツと対戦した1970年の日本シリーズには3試合で代走起用され、2得点を記録。第4戦の7回には一塁で牽制死している（巨人投手は倉田誠）が、飯島によるとその直前に一塁手の王貞治から「この場面で牽制はない」と言われたという（王は1992年の書籍で記憶にないと述べている）。また、飯島の妻は、飯島が野球選手の名を挙げて「ランナーに出ているときにあいつにだまされた」と口に出すことがあった（ただし具体的な試合については言及せず）と述べている。
1971年6月20日の対西鉄ライオンズ戦（一塁走者として出場後、四球で二塁進塁後に捕手の後逸を見て三塁にスタートしたが途中で引き返そうとしてアウト）が公式戦最後の出場となった。登録上のポジションは外野手であったが、プロ生活3年間を通じて一軍では一度も打席および守備につくことはなかった。
前記の公式戦最終出場直後の1971年6月25日、イースタン・リーグ（二軍）のヤクルト戦で（代走起用後に打順が一巡したため）1度だけ打席に立ち、三球三振を喫している。また、二軍戦では7試合で外野の守備につき、刺殺と補殺を1つずつ記録している。
飯島と同期でプロ野球に入り盗塁の日本プロ野球記録（通算・シーズン）保持者となった福本豊（阪急ブレーブス）は、当時の飯島を「初めてグラウンドで対戦した時はそのスピードにたまげた」と引退後の著書に記し（福本の100メートルベストタイムは11秒2）、飯島が期待ほど盗塁できなかった理由について、スタートのタイミングが「音」で伝えられる陸上競技に対し、野球の盗塁では投手の牽制球や投球の「リズム」を「『目』を使って」自分で計る必要がある違いを指摘している。また、スライディングについても「ヘッドスライディングは勢いあまって、よく二塁ベースをオーバーしていた」と記し、盗塁の「3S」（スタート・スピード・スライディング）のうち2つに難があった飯島は「簡単には走れるわけがなかった」と述べている。宇佐美徹也は、野球に対する知識の不足に加え、初年度に7度の故障で3ヶ月も出場できなかったことを挙げて「脚がもろ過ぎて野球という激しい競技には不向き」と評した。一方で、飯島を塁に置いた時の通算チーム打率は.424、出塁率.491（151打数64安打、8本塁打、四死球20）という記録が残っており、宇佐美は「飯島の脚に必要以上に気をとられた相手投手が、その分だけ打者に力を注ぎきれなかったとすれば、代走屋飯島に対する評価もまた変わってくる」と記している。
飯島自身は2017年に取材に対し「後悔している。行かなければよかったと今でもそう思っています。成功していればそうは思いませんが、成功しなかったから……」とプロ野球入団について述べた。

### 引退後
現役引退後、1年間ランニングコーチを務めた後退団。これは永田雅一がオリオンズの経営から手を引き、ロッテが名実共に球団の持ち主に代わったあとに契約を結ばないことを通告されたという。しかし、就職した不動産会社がすぐに倒産する。最初の会社も含めて7つの企業を移り、中には集金目的で企画部長に招いて計画倒産を図ったとみられる会社もあった。1974年春に妻子とともに水戸市に帰郷して運動具店に勤務した。帰郷後に高校生に対して陸上競技の指導を始め、1978年に茨城県陸上競技協会の短距離コーチに就任する。また協会の公認審判員・スターターにも就任した。1979年に水戸市内に自らの運動具店を開く。
1983年8月27日、東京都新宿区内の路上で自動車を運転中に、青信号で横断中の幼児をはねて死亡させる事故を起こし、業務上過失致死の容疑で四谷警察署に逮捕された。同年12月20日、東京地方裁判所で禁錮1年2か月の有罪判決が下り、飯島は責任を取るとして控訴せずに判決が確定した。
飯島は交通刑務所に服役し、当時の模様について2008年に受けた『週刊新潮』の取材で「スポーツとは違った意味の軍隊式で、今までに見たことがない世界だった」と語り、所内の対抗リレーでアンカーとして出場した際に「昔の血が騒いでつい本気で加速をかけた」ところ右のアキレス腱を切断し、それが最後の「本気の走り」だったと述べている。
服役中だった1984年3月17日、日本陸連はメキシコシティーオリンピックでの記録を16年ぶりに公認日本記録とした（その時点での電気計時の日本記録は清水禎宏の10秒40だった）。記録公認は飯島の元にも文書で通知された。『陸上競技マガジン』が毎年春先に出版している記録集計号の中には、「日本記録の変遷」として翌年から飯島の名前が登場し、10秒34について過去に遡及して公式記録として公認と但し書きが付いた。また、同歴代50傑の中で飯島の名前は2006年まで残っていた。
1984年5月5日、かつての師であった吉岡が死去。その翌日に不破弘樹が飯島と並ぶ日本タイ記録を叩き出すなど、この年は先の記録公認と合わせて飯島の名前が出る機会が多かった。
10か月の服役を終えた後は運動具店の経営に戻り、スターターの仕事は1991年頃までおこなっていた。
2017年時点でも、茨城県水戸市郊外で「飯島運動具店」を営んでいた。同年8月27日放送の「消えた天才 一流アスリートが勝てなかった人大追跡SP」（TBS）にて、本人いわく約30年ぶりに取材を受けた。
2021年7月4日、茨城県水戸市の路上で、2020年東京オリンピックの聖火リレー走者として走行中、「オリンピック反対。五輪やめろ」などと叫ぶ女性に水鉄砲で液体をかけられ、走行を妨害されるという被害にあった。

## 詳細情報

### 陸上

#### 主要国際大会の成績
| 年   | 大会             | 場所             | 種目    | 結果    | 記録           | 備考                    |
| ---- | ---------------- | ---------------- | ------- | ------- | -------------- | ----------------------- |
| 1962 | アジア大会       | ジャカルタ       | 100m    | 4位     | 10秒7          |                         |
| 1962 | アジア大会       | ジャカルタ       | 200m    | 2位     | 21秒5          |                         |
| 1962 | アジア大会       | ジャカルタ       | 4x100mR | 2位     | 41秒3 （4走）  |                         |
| 1963 | ユニバーシアード | ポルト・アレグレ | 4x100mR | 4位     | 42秒3 （4走）  | 予選：41秒0（日本記録） |
| 1964 | オリンピック     | 東京             | 100m    | 準決勝  | 10秒6          | 2組7着                  |
| 1964 | オリンピック     | 東京             | 200m    | 1次予選 | DNS            |                         |
| 1964 | オリンピック     | 東京             | 4x100mR | 準決勝  | 40秒6 （1走）  | 2組8着                  |
| 1965 | ユニバーシアード | ブダペスト       | 100m    | 優勝    | 10秒1 （+5.0） |                         |
| 1965 | ユニバーシアード | ブダペスト       | 4x100mR | 決勝    | DQ （1走）     |                         |
| 1966 | アジア大会       | バンコク         | 100m    | 3位     | 10秒5          |                         |
| 1968 | オリンピック     | メキシコシティ   | 100m    | 準決勝  | 10秒3          | 1組8着                  |
| 1968 | オリンピック     | メキシコシティ   | 4x100mR | 予選    | 40秒0 （4走）  | 日本記録、2組6着        |

#### 自己ベスト
| 種目 | 計時 | 記録   | 風速    | 年月日         | 場所           | 備考                           |
| ---- | ---- | ------ | ------- | -------------- | -------------- | ------------------------------ |
| 100m | 手動 | 10秒1  | +1.8m/s | 1964年6月14日  | 西ベルリン     | 元日本記録                     |
| 100m | 手動 | 10秒1  |         | 1966年6月26日  | 西ベルリン     | 元日本記録 1966年世界ランク1位 |
| 100m | 手動 | 10秒1  |         | 1966年7月2日   | オデッサ       | 元日本記録 1966年世界ランク1位 |
| 100m | 電動 | 10秒34 | +1.6m/s | 1968年10月14日 | メキシコシティ | 元日本記録                     |

### 野球

#### 年度別打撃成績
| 年 度     | 球 団     | 試 合 | 打 席 | 打 数 | 得 点 | 安 打 | 二 塁 打 | 三 塁 打 | 本 塁 打 | 塁 打 | 打 点 | 盗 塁 | 盗 塁 死 | 犠 打 | 犠 飛 | 四 球 | 敬 遠 | 死 球 | 三 振 | 併 殺 打 | 打 率 | 出 塁 率 | 長 打 率 | O P S |
| --------- | --------- | ----- | ----- | ----- | ----- | ----- | -------- | -------- | -------- | ----- | ----- | ----- | -------- | ----- | ----- | ----- | ----- | ----- | ----- | -------- | ----- | -------- | -------- | ----- |
| 1969      | ロッテ    | 61    | 0     | 0     | 26    | 0     | 0        | 0        | 0        | 0     | 0     | 10    | 8        | 0     | 0     | 0     | 0     | 0     | 0     | 0        | ----  | ----     | ----     | ----  |
| 1970      | ロッテ    | 50    | 0     | 0     | 19    | 0     | 0        | 0        | 0        | 0     | 0     | 12    | 9        | 0     | 0     | 0     | 0     | 0     | 0     | 0        | ----  | ----     | ----     | ----  |
| 1971      | ロッテ    | 6     | 0     | 0     | 1     | 0     | 0        | 0        | 0        | 0     | 0     | 1     | 0        | 0     | 0     | 0     | 0     | 0     | 0     | 0        | ----  | ----     | ----     | ----  |
| 通算：3年 | 通算：3年 | 117   | 0     | 0     | 46    | 0     | 0        | 0        | 0        | 0     | 0     | 23    | 17       | 0     | 0     | 0     | 0     | 0     | 0     | 0        | ----  | ----     | ----     | ----  |

#### 記録
- 初出場：1969年4月13日、対南海ホークス2回戦（東京スタジアム）、9回裏に山崎裕之の代走で出場
- 初盗塁：同上、9回裏に二盗（投手：合田栄蔵、捕手：野村克也）

#### 背番号
- 88 （1969年 - 1971年）
- 61 （1972年）